# Rudolf Hertzsch
Rudolf Hertzsch (* 21. Februar 1924; † 5. November 2011) war ein deutscher Fußballspieler, der hauptsächlich in der DDR aktiv war. In den 1950er Jahren spielte er in der DDR-Oberliga für Empor Lauter und Motor Zwickau.

## Sportliche Laufbahn
Hertzsch spielte bereits im Schüleralter Fußball im westerzgebirgischen Lauter und gehörte mit 16 Jahren schon zur Männerreserve der SG Lauter. Als die SG 1942 mit einem 5:3-Sieg über Aue Kreismeister wurde, gehörte Hertzsch zum Spielerstamm der 1. Mannschaft. Im Zweiten Weltkrieg geriet er in Gefangenschaft, aus der er erst 1948 wieder zurückkehrte. Er schloss sich wieder der SG Lauter an, mit der er 1950 sächsischer Vizemeister wurde und sich für die neugeschaffene zweitklassige DS-Liga qualifizierte. In der Saison 1951/52 gehörte er zu den Spielern der Nachfolgemannschaft BSG Empor Lauter, die den Aufstieg in die DDR-Oberliga erkämpften. Von den 32 Oberligapunktspielen der Saison 1952/53 bestritt Hertzsch 29 Partien, in denen er als Stopper eingesetzt wurde. Als zur Spielzeit 1953/54 Kurt Zapf neu in die Mannschaft kam und den Stopperposten übernahm, rückte Hertzsch auf die linke Verteidigerseite und bestritt in dieser Saison alle 28 Punktspiele. Für diese Position war Hertzsch auch in der Saison 1954/55 vorgesehen und bestritt dort auch die ersten acht Meisterschaftsspiele. 
Im Oktober 1954 wurde die Oberligaspieler der BSG Empor Lauter aufgefordert, sich dem neuen Sportklub Empor Rostock anzuschließen, der den Oberligaplatz der Lauterer übernehmen sollte. Während neun Stammspieler der Aufforderung folgten, wechselte Hertzsch zusammen mit seinen Mannschaftskameraden Walter Espig und Johannes Friedrich zur benachbarten BSG Motor Zwickau, die ebenfalls in der Oberliga spielte. In Zwickau wurde Hertzsch mit Beginn der Oberligarückrunde eingesetzt, spielte dort auf der gewohnten linken Verteidigerseite und bestritt zehn der 13 Rückrundenspiele. Im Herbst 1955 wurde zum Wechsel auf den Kalenderjahr-Spielrhythmus eine Übergangsrunde mit 13 Begegnungen ausgetragen. Hertzsch rückte nun auf die Position des rechten Verteidigers und absolvierte zehn Spiele der Übergangsrunde. Zu Beginn der Saison 1956 war Hertzsch 32 Jahre alt und nahm seine letzte Oberligaspielzeit in Angriff. Bis zum 21. Meisterschaftsspiel bestritt er als rechter Verteidiger noch 17 Begegnungen. Am 26. September 1956 stand er im Spiel Motor Zwickau – Lokomotive Leipzig (1:0) zum letzten Mal als Oberligaspieler auf dem Platz. Es war sein 92. Erstligaspiel (einschließlich Übergangsrunde) innerhalb von fünf Spielzeiten. Als Defensivspieler war er nicht zu Torerfolgen gekommen. 
Hertzsch war verheiratet und hatte eine Tochter. Er wurde im November 2011 auf dem Friedhof in Lauter beigesetzt.